# Nancy Mitford
Nancy Freeman-Mitford (Londres, 28 de noviembre de 1904-Versalles, Francia, 30 de junio de 1973), fue una novelista y biógrafa inglesa.

## Biografía
Nacida en Londres, fue miembro de la Familia Mitford y era la mayor de las hijas de David Freeman-Mitford, segundo barón Redesdale. Eran siete hermanos, seis de ellos chicas –Nancy, Pamela, Diana, Unity, Jessica y Deborah–, que, tras ser educadas en la casa familiar de Asthall Manor, cerca de Nurford, en Oxfordshire, se caracterizaron por llevar una vida intensa y excéntrica. Su abuelo, Thomas Gibson Bowles, fue miembro del Parlamento británico y fundó las revistas The Lady y Vanity Fair.
Es conocida fundamentalmente por su serie de novelas sobre la vida de las clases altas en Inglaterra y Francia, muy particularmente por las cuatro obras que publicó después de 1945. Pero además de reputada novelista, también alcanzó notoriedad con unas populares y bien trabajadas biografías sobre algunas figuras históricas relevantes: Luis XIV de Francia, Madame de Pompadour, Voltaire y Federico el Grande. Es una de las famosas hermanas Mitford, y la primera en dar a conocer las características de una excéntrica familia inglesa acomodada, lo que ha generado una rentable industria que sigue produciendo beneficios en nuestros días.
También fue ensayista, y publicó en 1956 Noblesse Oblige, que ayudó a popularizar la diferenciación entre la clase alta (U') y la popular (no U) en virtud del distinto sociolecto utilizado, aunque esta diferenciación no pasaba de ser en ella una broma que nunca se tomaba seriamente. Mitford aparece como autora del libro, pero de hecho se trató de un proyecto organizado por sus editores, ya que una de sus novelas había sido utilizada por el profesor Alan Ross, el inventor de la frase, como ejemplo de los usos lingüísticos de la clase alta inglesa.
Las aptitudes de Nancy Mitford para lo cómico y el humor se ven de modo claro en sus novelas, pero también en la columna que mantenía en el London Sunday Times. Destacó como redactora de cartas y su correspondencia se ha publicado en Love from Nancy: The letters of Nancy Mitford (1993) y en The Letters of Nancy Mitford and Evelyn Waugh' (1996). Sus cartas destacan por su humor, ironía y amplitud cultural y social.
En 1933, tras un romance sin futuro con el aristócrata homosexual escocés Hamish St Clair-Erskine, se casó con Peter Rodd, el menor de los hijos de Rennell Rodd, primer barón Rennell. Su suegro había sido embajador británico en Italia, poeta y según el historiador Neil McKenna fue en una ocasión amante de Oscar Wilde. El matrimonio estaba condenado al fracaso; su marido era propenso a las infidelidades y perdía los trabajos con facilidad. Nancy se vio obligada a asumir el control de las finanzas de la familia, trabajó en una librería y también ella le fue infiel. Aunque se separaron en 1939, ambos continuaron viéndose como amigos, y Rodd utilizó su piso de París como base ocasional. Ella también ayudó económicamente a su exmarido de modo ocasional. Se divorciaron oficialmente en 1958, aunque Nancy aparece en su sepulcro con el apellido Rodd.
El punto de inflexión en una vida particularmente inglesa fue su relación con un político y militar francés, el coronel Gaston Palewski (jefe del gabinete del general De Gaulle), al que ella siempre llamó "el coronel", relación que se había iniciado en Londres durante la guerra. Al finalizar ésta, Nancy Mitford se trasladó a París, para estar cerca de él. Esta historia aparece reflejada en el romance entre Linda Kroesig y Fabrice de Sauveterre de su novela A la caza del amor. Esta relación duró hasta que su amante estableció relaciones con Violette de Talleyrand-Périgord, duquesa de Sagan, una bella aristócrata, que anteriormente había estado casada con el conde James de Pourtalés y que era nieta del magnate estadounidense del ferrocarril, Jay Gould.
Establecida en París, Nancy Mitford tenía una vida social y literaria muy completa y era visitada con frecuencia por personas de paso por la capital francesa, pues tenía muchos amigos y conocidos entre la aristocracia inglesa, y también entre los no reconocidos nobles de Francia e Italia, y entre las personalidades extranjeras destacadas en la ciudad. Viajó con frecuencia. A pesar de que gran parte de su vida transcurrió en Francia, Mitford se sentía profundamente inglesa.
Nancy Mitford era una notable personalidad del mundo social parisino, vestía con elegancia y sirvió incluso de modelo para Dior o Lanvin. Su sello particular, su especial sentido "Mitford" del humor que tan bien se ve en sus novelas y artículos de prensa fueron muy apreciados por un público selecto. Sus "bromas" se hicieron famosas, especialmente una descripción de un domingo en Roma como si fuera una aldea centrada en la iglesia. La publicación póstuma de su correspondencia ha hecho crecer su reputación.
Fue nombrada comendadora de la Orden del Imperio Británico y oficial de la Legión de honor en 1972. Murió víctima de la enfermedad de Hodgkin el 30 de junio de 1973 en Versalles. Sus restos fueron trasladados a Inglaterra y fue enterrada en Oxfordshire junto a sus hermanas más jóvenes, Unity, Diana y Jessica. Nancy Mitford ha sido objeto de varias biografías, las más destacadas de las cuales son Nancy Mitford: a Memoir, de Harold Acton (1976), y Nancy Mitford: A biography de Selena Hastings (1986).

## Obras
- 1931 - Highland Fling
- 1932 - Christmas Pudding
- 1935 - La trifulca
- 1940 - Pigeon Pie
- 1945 - A la caza del amor
- 1949 - Amor en clima frío
- 1951 - La bendición
- 1954 - Madame de Pompadour
- 1957 - Voltaire in Love
- 1960 - No se lo digas a Alfred
- 1962 - The Water Beetle
- 1966 - El Rey Sol: Luis XIV en Versalles, Noguer Ediciones, 1966
- 1970 - Frederick the Great
- 1986 - A Talent to Annoy, Essays, Journalism and Reviews by Nancy Mitford
- 1993 - Love from Nancy: The Letters of Nancy Mitford
- 1996 - The Letters of Nancy Mitford and Evelyn Waugh